# لشکر ۵۹ پیاده (ایالات متحده آمریکا)
لشکر ۵۹ پیاده (انگلیسی: 59th Infantry Division) لشکر پیاده‌نظام نیروی زمینی ایالات متحده آمریکا است، که در سال ۱۹۴۴ تأسیس شد.
لشکر ۵۹ پیاده در واقع یک «لشکر فانتوم» یا لشکر فرضی برای فریب رادیویی بود که در ماه مه ۱۹۴۴ به عنوان بخشی از استحکامات دوم جنوبی، برای پوشش استقرار لشکر ۳۵ پیاده ایالات متحده در نرماندی ایجاد شد.